# Un homme sans nom
Pour plus de détails, voir Fiche technique et Distribution.
Un homme sans nom est un film en coproduction germano-française réalisée par Gustav Ucicky et Roger Le Bon en 1932, d'après un roman d'Honoré de Balzac.

## Résumé
Un industriel allemand officiellement mort ne parvient pas, près de quinze ans après la guerre, à faire reconnaître son identité. Désespéré, il décide de changer de nom, en abandonnant sa femme à son ancien assistant, lequel a pris sa place directoriale dans son usine. Enfin tranquille, il décide de se refaire une nouvelle vie.

## Fiche technique
- Version allemande : Mensch ohne Namen de Gustav Ucicky
- Réalisation : Gustav Ucicky et Roger Le Bon
- Superviseur : André Daven
- Scénario : inspiré du roman d'Honoré de Balzac Le Colonel Chabert
- Adaptation : Robert Liebmann, Leonhard Frank
- Dialogues : Albert Flament
- Décors : Walter Röhrig, Robert Herlin
- Photographie : Carl Hoffmann
- Musique : Allan Gray, Hans-Otto Borgmann
- Son : Erich Leistner
- Société de production : UFA (Berlin), ACE (Paris)
- Directeur de production : Günther Stapenhorst
- Pays de production :  France-République de Weimar
- Format : son mono – 35 mm – noir et blanc – 1,37:1
- Tournage en Allemagne en mars et avril 1932
- Durée : 81 min
- Genre : film dramatique
- Première présentation :
  - France – 14 septembre 1932 à Paris

## Distribution
- Fernandel : Julot
- Firmin Gémier : Heinrich Martin, l'industriel allemand
- Robert Goupil : Gablinski
- Yvonne Hebert : Grete
- Paul Amiot : le docteur Sander
- Ghislaine Bru : Hélène Martin
- France Ellys : Ève-Marie
- Lucien Walter : le docteur Lederer
- Georges Deneubourg : le magistrat
- Robert Ozanne : le secrétaire de l'avocat
- Paulette Dubost
- Lucien Callamand
- Paulette Duvernet